# Christoph Unterberger
Christoph Unterberger, född den 27 maj 1732 i Cavalese, död den 25 januari 1798 i Rom, var en österrikisk målare. Han var bror till Ignaz Unterberger.
Unterberger målade altartavlor och stora historiska bilder, kopierade Rafaels loggier för Katarina II och dekorerade vatikanska biblioteket och Villa Borghese.